# Альтер, Ицхак Меир
Ицхак Меир Альтер известен также под именем Хидуше ха-Рим (1798/1799, Магнушев, Царство Польское, Российская империя — 10 марта 1866 года, Гура-Кальвария, Царство Польское, Российская империя) — раввин, талмудист, основатель и первый цадик хасидской Гурской династии. Сыграл значительную роль в распространении хасидизма на территории российской Польши.

## Биография
Точная дата рождения Ицхака Меира Альтера не установлена (1798 или 1799 год). Ицхак Меир Альтер родился в польском селении Магнушев в семье известного раввина Исраиля Ротенберга, который был потомком раввина и еврейского поэта Меира из Ротенбурга. Ицхак Меир Альтер обучался у Исроэля Хопштейна из Козенице, Симхи Бунима из Пшисухи и Менахема Мендла Моргенштерна из Коцка. В 1811 году Ицхак Меир Альтер женился на Фейгеле Липшиц и поселился в Варшаве. У них родилось родилось 14 детей, большинство из которых умерли во младенчестве, кроме трёх дочерей и сына Авраам Мордехай, который успел 2 раза жениться, но умер в 1855 при жизни отца.
Подозревался российскими властями в поддержке Польского восстания 1830 года. По этой причине поменял фамилию Ротенберг на Альтер.
С 1843 года Ицхак Меир Альтер был почётным членом варшавского раввината. Его усилиями в Варшаве были построена синагога и основана иешива.
После смерти Менахема Мендела Моргенштерна в 1859 году его последователи стали собираться возле Ицхака Меира Альтера. 1859 год стал считаться годом основания гурской хасидской династии.
Во время своей деятельности Ицхак Меир Альтер призывал к углублённому изучению Торы, не признавал чудес и не принимал пожертвований. Несмотря на то, что Ицхак Меир Альтер был бескомпромиссным сторонником сохранения еврейских традиций, но принимал некоторые идеи Хаскалы.
Ицхак Меир Альтер умер 10 марта 1866 года и был похоронен на еврейском кладбище в Гуре-Кальварии.
Так как сын умер при жизни и внук был  еще совсем юным, преемником Ицхака Меира Альтера стал Генох Гених Коген Левин из Александра.

## Сочинения
После его смерти в 1875 году в Варшаве была издана книга его наставлений «Chidusze ha-Rim», которая считается до сих пор одним из важнейших сочинений по иудейскому ритуалу и учебников в иешиве. Ицхак Меир Альтер также является автором нескольких томов толкования Талмуда.
- Chidushei HaRim, Choshen Mishpat часть 1 часть 3
- Chidushei HaRim, Torah
- Chidushei HaRim, Bava Batra
- Chidushei HaRim, Bava Metzia
- Chidushei HaRim, Bava Kama
- Chidushei HaRim, Shavuot
- Chidushei HaRim, Gittin
- Chidushei HaRim, Ketubot
- Chidushei HaRim, Pirkei Avot